# Johannes Vonderach
Johannes Vonderach (* 6. Mai 1916 in Unterschächen, Kanton Uri, Schweiz; † 10. Februar 1994 in Altdorf UR) war römisch-katholischer Bischof von Chur von 1962 bis 1990.

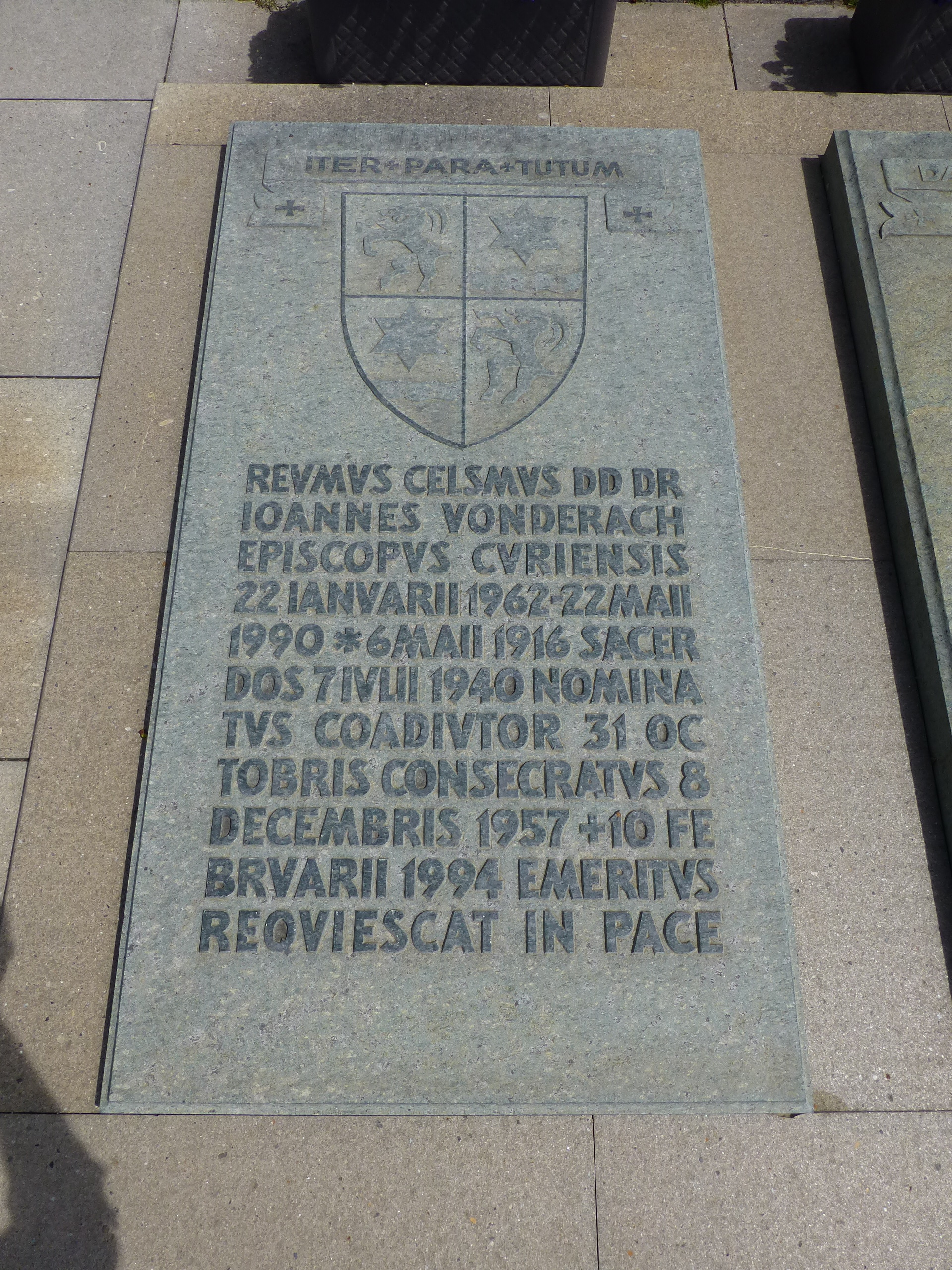
Grabplatte von Johannes Vonderach an der Kathedrale St. Maria Himmelfahrt (Chur)

## Leben
Vonderach besuchte das Kollegium Altdorf und das Collegium Helveticum und studierte Geschichte, Theologie und Rechte in Venegono bei Mailand, in Chur, an der Universität Freiburg (Schweiz) und an der Universität Bern. Am 7. Juli 1940 empfing er in Chur die Priesterweihe und wurde 1944 in Freiburg zum Doktor der Theologie promoviert. 1946 wurde er Kanzler des Bistums Chur, 1952 Generalvikar und Domkustos und am 31. Oktober 1957 Koadjutor mit Nachfolgerecht für Bischof Christian Caminada.
Am 8. Dezember 1957 empfing er in der Kathedrale von Chur durch Gustavo Kardinal Testa die Bischofsweihe. Zunächst Weihbischof (als Titularbischof von Aradi), übernahm er das Amt seines Vorgängers am 18. Januar 1962, wurde am 22. Januar 1962 feierlich darin eingesetzt und bekleidete es bis zum 22. Mai 1990. Bischof Vonderach war von 1967 bis 1970 Vorsitzender der Schweizer Bischofskonferenz (SBK). 1968 gründete er die Theologische Hochschule Chur und er war Initiator der Synode 72. Am 25. März 1988 wurde der Churer Bistumskanzler Wolfgang Haas sein Koadjutor mit Nachfolgerecht, womit im Bistum Chur ein jahrelanger Konflikt begann.